# 10 років внесенню до реєстру світової спадщини ЮНЕСКО історичного центру міста Львова (срібна монета)
«10 ро́ків вне́сенню до реє́стру світово́ї спа́дщини ЮНЕ́СКО істори́чного це́нтру мі́ста Льво́ва» — срібна ювілейна монета номіналом 10 гривень, випущена Національним банком України. Присвячена 10-річчю внесення до реєстру світової спадщини ЮНЕСКО ансамблю історичного центру міста Львова. Перша документальна згадка про Львів датується 1256 роком, який і вважається датою його заснування. Місто немов причаровує своєю багатовіковою історією та красою. Дивовижні пам'ятки архітектури зустрічаються тут на кожному кроці і утворюють разом один з найкрасивіших історико-архітектурних заповідників Європи.
Монету було введено в обіг 24 жовтня 2008 року. Вона належить до серії «Духовні скарби України».

## Опис та характеристики монети
| Номінал грн. | Метал            | Маса, грам   | Діаметр, мм. | Якість виготовлення | Гурт     | Тираж, штук |
| ------------ | ---------------- | ------------ | ------------ | ------------------- | -------- | ----------- |
| 10           | срібло 925 проби | 31,1 / 33,62 | 38,6         | пруф                | рифлений | 5 000       |

### Аверс
На аверсі монети зображено декоративну скульптуру Слави з фасаду приміщення Львівського Державного академічного театру опери та балету ім. С.Крушельницької; розміщено: угорі — малий Державний Герб України, написи півколом — «НАЦІОНАЛЬНИЙ БАНК УКРАЇНИ» (угорі), «ДЕСЯТЬ ГРИВЕНЬ» (унизу), позначення металу, його проби — «Ag 925», вага в чистоті — «31,1» (ліворуч), рік карбування монети — «2008» та логотип Монетного двору (праворуч).

### Реверс

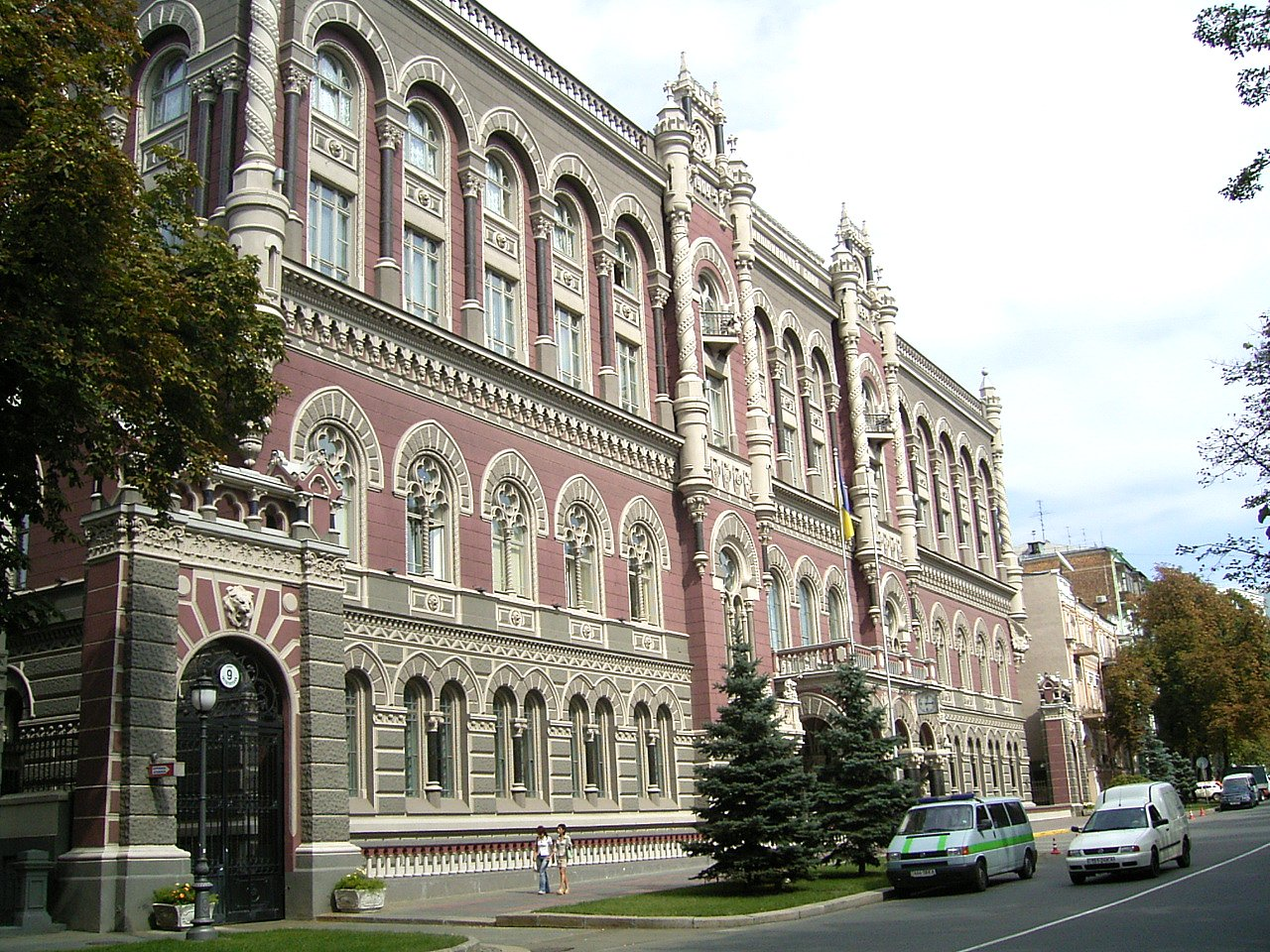
Будівля Національного банку України

На реверсі монети зображено стилізовану композицію з п'яти веж міста Львова: вежі Вірменської церкви, вежі Успенської церкви, міської Ратуші, вежі латинської Катедри, вежі Бернардинського монастиря (зліва направо), на тлі якої — герб міста та розміщено написи: угорі півколом — «10 РОКІВ У РЕЄСТРІ СВІТОВОЇ СПАДЩИНИ ЮНЕСКО, ЛЬВІВ» — унизу.

## Автори
- Художник — Дем'яненко Володимир.
- Скульптор — Дем'яненко Володимир.

## Вартість монети
Ціна монети — 618 гривень, була вказана на сайті Національного банку України у 2015 році.
Фактична приблизна вартість монети, з роками змінювалася так:
| Рік        | 2010 | 2011 | 2012 | 2013 | 2014 | 2015  | 2016  | 2017 | 2018  | 2019  | 2020 | 2021  | 2022  | 2023  | 2024  | 2025  |
| ---------- | ---- | ---- | ---- | ---- | ---- | ----- | ----- | ---- | ----- | ----- | ---- | ----- | ----- | ----- | ----- | ----- |
| Ціна, грн. | 500  | 600  | 600  | 650  | 650  | 1 220 | 1 000 | 960  | 1 100 | 1 000 | 930  | 1 150 | 1 350 | 2 200 | 4 400 | 4 000 |